# Luigi Giorgi (militare)
Luigi Giorgi (Carrara, 7 settembre 1913 – Ferrara, 7 maggio 1945) è stato un militare italiano.
È stato l'unico combattente di tutta la Guerra di liberazione italiana a essere stato insignito di due medaglie d'oro al valor militare.

## Biografia
Diplomato ragioniere e perito commerciale, Giorgi nel novembre 1935 si arruolò in qualità di allievo ufficiale di complemento presso la Scuola di Palermo e, l'anno successivo, fu promosso Aspirante; assegnato al 21º Reggimento Fanteria della Divisione "Cremona", dopo la nomina a Sottotenente venne comandato presso la Scuola di Sanità Militare di Firenze per l'inquadramento del battaglione allievi e, nel 1937, fu congedato. Due anni più tardi venne richiamato nel 21º Reggimento Fanteria, nel quale prestò servizio per tutta la durata della seconda guerra mondiale. Nel gennaio del 1940 ottenne la promozione al grado di Tenente, nel gennaio del 1942 quella al grado di Capitano e dal 1943 ebbe il comando della 3ª compagnia fucilieri.
L'8 settembre 1943 colse il giovane ufficiale mentre era in servizio in Corsica, ove la sua Divisione - al comando del generale Clemente Primieri - si oppose validamente alle truppe tedesche per essere poi trasferita successivamente a presidiare la Sardegna. Quando, nell'estate del 1944 essa fu trasformata in Gruppo di Combattimento "Cremona", operante a fianco degli Alleati, Giorgi continuò a farne parte.
Ufficiale "con forte personalità e ascendente sui suoi soldati" nel marzo del 1945 prese parte attiva alle operazioni belliche nella zona di Comacchio in qualità di comandante della 3ª Compagnia del ricostituito 21º Reggimento Fanteria, operando all'estrema destra dell'VIII Armata britannica.

In questa occasione si guadagnò la sua prima medaglia d'oro, a seguito di due coraggiose azioni: la conquista alla testa di due soldati volontari di un munito caposaldo tedesco in località Chiavica Pedone e, la notte successiva, il salvataggio da lui effettuato di un soldato gravemente ferito su un campo minato.
La decorazione "sul campo" gli venne consegnata il 6 marzo a Ravenna alla presenza delle più alte autorità militari alleate in Italia: il maresciallo Harold Alexander, del generale Richard McCreery e del generale Charles Keightley.

Successivamente, nel corso della offensiva di aprile che avrebbe condotto alla resa delle truppe nazifasciste in Italia, alla testa di un piccolo gruppo attaccò una colonna di automezzi tedeschi che tentava il ripiegamento, bloccandola, catturando ottanta prigionieri e impossessandosi del materiale trasportato.
Pochi giorni prima della fine della guerra, tra il 26 e il 27 aprile, in località Croce di Cavarzere, nel corso di un contrattacco nemico, mentre si prodigava sotto l'infuriare del bombardamento per liberare due dei suoi soldati dalle macerie di una postazione distrutta, venne gravemente ferito.
Ricoverato nel 66º Ospedale da campo inglese situato a Ferrara, morì due settimane dopo, il 7 maggio 1945, quando le truppe nazifasciste in Italia si erano già arrese e qualche giorno prima della definitiva resa della Germania in Europa.
Alla sua memoria fu concessa la seconda Medaglia d'Oro, oltre alla Stella d'Argento americana conferita "per eccezionali atti di valore".